# Бунтари неонового бога
«Бунтари неонового бога» (кит. трад. 青少年哪吒, пиньинь Qīngshàonián Nuózhā, буквально: «Подросток Ночжа», англ. Rebels of the Neon God) — тайваньский драматический фильм 1992 года Цай Минляна по его же сценарию. Режиссёрский дебют Цай Минляна.

## Сюжет
Молодой парень по имени Сяо-Кан живёт с родителями и учится в колледже. Отношения с родителями у него не складываются. Его маме в религиозной общине, которую она посещает, как-то сказали, что её сын воплощение бога Ночжа. Сам Сяо-Кан в тайне от родителей затеял бросить учёбу и забрать документы, а также деньги, заплаченные за учёбу авансом.
Два друга А-Цзэ и А-Пин промышляют мелким воровством, например, они воруют монеты из телефонов-автоматов, а потом просаживают эти деньги уже в зале игровых автоматов. Как-то утром А-Цзэ встречает в своей квартире девушку по имени А-Гуй. Она провела ночь с его старшим братом, а теперь он ушёл на работу и она даже не знает в каком она районе. Она просит А-Цзэ подвезти её на своём мотоцикле.
У Сяо-Кана конфисковали скутер, поэтому он слоняется по городу пешком. Его встречает отец, который работает таксистом. Он отвозит сына перекусить и предлагает сходить в кино. На перекрёстке отец Сяо-Кана сигналит мотоциклисту (это А-Цзэ везёт А-Гуй), который за это разбивает ему зеркало заднего вида.
А-Цзэ и А-Пин отправляются вечером на роллердром, где работает А-Гуй. Они проводят вместе время, сидят в кафе и катаются по городу. Поскольку девушка очень пьяна, её отвозят в мотель, где кладут спать, так как не знают, где она живёт. На следующий день А-Цзэ и А-Пин опять приходят на работу к А-Гуй. В зале игровых автоматов их замечает Сяо-Кан, который начинает наблюдать за ними. А-Цзэ и А-Пин сидят в зале допоздна, а перед закрытием прячутся и, когда уходит охранник, выкручивают из аркадных автоматов платы. Сяо-Кан всё это время следит за ними.
Следующим вечером А-Цзэ приезжает к А-Гуй после её работы. Хотя девушка зла на него из-за того, что прошлым вечером он её проигнорировал, она отправляется с ним в мотель, где они вместе проводят ночь. К мотелю приезжает Сяо-Кан, который вандалит мотоцикл А-Цзэ. На асфальте он оставляет надпись: «Здесь был Ночжа». Далее он отправляется домой, но на порог его не пускает отец, из-за того, что тот бросил учёбу. Сяо-Кан ночует в том же мотеле, что и А-Цзэ с А-Гуй, а утром радостно наблюдает в окно, как А-Цзэ разглядывает свой изуродованный мотоцикл.
А-Цзэ отдаёт свой мотоцикл в ремонт, а затем вместе с А-Пином пытается продать платы. Люди, у которых они их украли, узнают их. Платы отнимают, а А-Цзэ и А-Пина избивают. А-Цзэ удаётся убежать, но А-Пину достаётся очень сильно. А-Цзэ приносит А-Пина к себе домой. До дома их подвозит на такси отец Сяо-Кана. В квартиру приходит А-Гуй. Сяо-Кан же отправляется в службу знакомств по телефону, однако просто сидит в кабинке, не отвечая ни на один звонок. Затем он встаёт и уходит.

## В ролях
- Ли Каншэн — Сяо-Кан Ли
- Чэнь Чжаожун — А-Цзэ
- Жэнь Чанбинь — А-Пин
- Ван Юйвэн Ванг — А-Гуй Лин
- Лу Ицзин — мама Сяо-Кана
- Мяо Тянь — папа Сяо-Кана

## Приём
Фильм был хорошо принят критиками. На сайте Metacritic у фильма 82/100. На сайте Rotten Tomatoes рейтинг «свежести» фильма 100 %. Консенсус критиков гласит: «„Бунтари неонового бога“ заявляют о сценаристе и режиссёре Цай Минляне как о полностью сформировавшемся таланте. Фильм остаётся одним из наиболее успешных дебютов десятилетия».
На Тайбэйском кинофестивале «Золотая лошадь» фильм получил приз в номинации «Лучший оригинальный сценарий». Взял приз за «Лучший полнометражный фильм» на Кинофестивале в Турине. Получил «Бронзовую награду» на Кинофестивале в Токио. На Кинофестивале трёх континентов фильм получил приз в номинации «Лучший дебютный фильм».